# Museum der Stadt Lünen
Das Museum der Stadt Lünen ist eine Einrichtung der Stadt Lünen im Kreis Unna in Nordrhein-Westfalen. Es stellte seine Bestände bis 2023 auf mehr als 500 Quadratmetern im ehemaligen Wirtschaftsgebäude von Schloss Schwansbell aus. Schwerpunkte waren fünf Wohnräume aus der Zeit zwischen 1840 und 1930, eine Gusseisensammlung, die Spielzeug- und Puppensammlung, eine Keramikabteilung sowie bäuerliches und handwerkliches Arbeitsgerät. Das Museum ist ein Objekt der Route der Industriekultur – Themenroute 10: Sole, Dampf und Kohle.
Das Museum war an seinem bisherigen Standort bis zum 29. Oktober 2023 geöffnet. Neuer Standort ist seit dem 1. Juli 2025 die Villa Urbahn in der Lüner Innenstadt. Die Villa steht unter Denkmalschutz und wurde in der ersten Hälfte der 2020er Jahre renoviert und erweitert.

## Geschichte
Das Museum der Stadt Lünen wurde 1937 als Heimatmuseum Lünen gegründet und zu diesem Zeitpunkt in den Räumlichkeiten der Alten Stadtschule an der St.-Georgs-Kirche eingerichtet. In den 1960er Jahren wurde das Museum als Museum der Stadt Lünen in einer Villa an der Cappenberger Straße neu installiert. Von 1983 bis 2023 befand es sich im ehemaligen Wirtschaftsgebäude des Schlosses Schwansbell.
Zwischen 1983 und 2018 zeigte das Museum der Stadt Lünen hier eine als Schausammlung eingerichtete Dauerausstellung, die einige der Sammlungsbestände des Museums thematisierte: Puppen und Spielzeug, Wohnkultur, Keramik sowie handwerkliches und landwirtschaftliches Gerät. Außerdem wurden inszenierte Werkstätten aus früher weit verbreiteten Handwerken präsentiert. Industriegeschichte wurde dargestellt anhand von gusseisernen Erzeugnissen für Haus und Gewerbe. Diese stammen aus den vier Lüner Eisenhütten, die zum Ende des 19. Jahrhunderts in Lünen gegründet wurden und die Entwicklung der Stadt maßgeblich prägten.
Das Besondere des Sammlungsbestandes ist seine Vielfältigkeit, aus der sich in Zukunft viele Wechselausstellungen zu historischen und zu aktuellen Fragestellungen generieren lassen. Die Dokumentation des Arbeitslebens in Lünen und der Region ist neben der Alltagskultur einer der Schwerpunkt. Dazu gehört auch ein Bestand an künstlerischen Arbeiten von mit Lünen verbundenen Künstlern.
Zum Ende des Jahres 2018 gab es – nach über 50 Jahren ehrenamtlicher Leitung – mit der hauptamtlichen Neubesetzung der Museumsleitung einen Schritt zu einer Neukonzeption des Hauses. Seit 2018 ist Katja Stromberg die neue Leiterin des Museums. Sie ist Nachfolgerin von Wingolf Lehnemann, der das Museum aufgebaut und über 50 Jahre lang ehrenamtlich geleitet hat.
Seither gibt es Änderungen im Bereich der Präsentation und der Vermittlung. Das Museum soll vom statischen Sachgutarchiv zum dynamischen, interaktiv genutzten Kulturraum werden. Es soll ein Ort mit Identifikationsmöglichkeiten für die Bürger der Stadt Lünen und ein außerschulischer Lernort werden. Dabei ist und bleibt das Museum der Stadt Lünen ein kultur- und stadtgeschichtliches Haus, auch die Sammlungsschwerpunkte bleiben bestehen. Themenschwerpunkte wie Industrie- und Sozialgeschichte der Stadt, Kindheit, Erziehung und Schule sowie Alltagsleben und Wohnen werden zukünftig in einem museumspädagogischen Programm für unterschiedliche Besuchergruppen angemessen vermittelt.

## Sammlung

### Wohnen von 1840 bis 1930
In der Abteilung Wohnkultur sind zurzeit vier Wohnräume und ein Schlafzimmer ausgestellt. Die älteste Einrichtung entstammt den Jahren 1840/50 und gehörte einst der Familie Waldschmidt, aus deren Besitz sie durch Schenkung an das Museum gelangte. Drei Räume um 1900 stehen nebeneinander: das Wohnzimmer einer Beamtenfamilie aus Lünen und die Wohnküche einer Arbeiterfamilie aus Lünen-Süd. Die Räume sind in ihren Einrichtungen nahezu zeitgleich und ermöglichen damit Vergleiche der Wohnkultur.
Das jüngste Zimmer ist ein Herrenzimmer, das im Jahr 1930 von einer Möbelfabrik in Hamm für eine Lüner Familie hergestellt wurde. Zur Ausstattung gehören Erinnerungsstücke aus Deutsch-Ostafrika, wo der Besitzer Kolonialbeamter war.

### Gusseisen und Öfen
Die Abteilung „Gusseisen“ erinnert daran, dass in der Stadt Lünen einst vier Eisengießereien existierten, die eine Fülle an gusseisernen Erzeugnissen herstellten. Auffällig ist hier die Ofensammlung, vorwiegend aus dem 19. und 20. Jahrhundert. Zimmeröfen, Herde und Werkstattöfen, aber auch Notöfen, wie z. B. Schützengrabenöfen, dokumentieren die Entwicklung des eisernen Ofens. Der Eisenkunstguss, insbesondere der zweiten Hälfte des 19. Jahrhunderts, wird an vielen Beispielen gezeigt, ebenso die Produkte der Eisenhütten für den alltäglichen Gebrauch, z. B. Bügeleisen.

### Spielzeug und Puppen
Die farbige und liebenswürdige Welt des Spielzeugs ergänzt die Abteilung Wohnkultur, denn Puppenstuben und Spielzeug sind verkleinerte Abbilder der Erwachsenenwelt und spiegeln gesellschaftliche Leitbilder und erzieherische Vorstellungen wider – das Spielzeug war „Lern“-Spielzeug.
Neben der Faszination, die von altem Spielzeug und Puppen aus Holz, Wachs, Leder, Stoff, Porzellan oder Kunststoff ausgeht, vermittelt die Sammlung Einblick in die soziale Wirklichkeit der Puppenmacher: In der Puppenherstellung war Kinderarbeit bis in das 20. Jahrhundert üblich.

### Keramik (Schwerpunkt Töpferei)
Die Abteilung „Keramik“ geht auf ein früher in Lünen blühendes Gewerbe zurück: die Töpferei. Im 19. Jahrhundert gab es hier etwa zehn Betriebe, die ihre Erzeugnisse in einem Umkreis von 50 km vertrieben. Neben Lüner Erzeugnissen werden auch Waren aus anderen westfälischen Töpferorten vorgestellt, dazu Importwaren, die aus dem hessischen, dem niederrheinischen und selbst aus dem niederschlesischen Bunzlauer Töpfergebiet nach Westfalen gebracht wurden. Ein kleines Porzellankabinett, dessen Stücke ein Teil der Schenkung Waldschmidt sind, rundet die Keramikabteilung ab.

### Vom Dreschflegel bis zum Butterfass
Das Museumsgebäude, das einst als Stall und Scheune für die Landwirtschaft des Schlosses Schwansbell diente, bietet in seinem Obergeschoss Platz für eine Sammlung landwirtschaftlicher und handwerklicher Geräte. In dem hallenartigen Raum sind Feldgeräte aufgestellt, mit denen in der Ackerbürgerstadt Lünen und bäuerlichen Umgebung (Bauerschaften) die Einwohner ihre Arbeit verrichteten. Gerätschaften aus der ländlichen Küche und Vorrichtungen zum Spinnen und Weben geben einen Einblick in die Arbeit der Frau.
Eine Schneiderwerkstatt, eine Backstube, eine Holzschuhmacherei und eine Schusterwerkstatt runden das Bild ab.

### Sonstiges
Zur Besichtigung sind auch Gruppenbesuche während der Öffnungszeiten möglich. Das Museum veröffentlicht Informationen aus dem Museum zu Museumsobjekten und zur Lüner Stadtgeschichte. Wechselnde Sonderausstellungen, in denen kultur- und sozialhistorische Fragestellungen, verknüpft mit den Lebensgeschichten der Menschen aus Lünen im Mittelpunkt stehen, führt das Museum ebenfalls durch.
Nach Absprache mit der Stadt sind in zwei Räumen des Museums auch standesamtliche Trauungen möglich.
Seit 2018 ist Katja Stromberg die Leiterin des Museums. Sie ist Nachfolgerin von Wingolf Lehnemann, der das Museum aufgebaut und über 50 Jahre ehrenamtlich geleitet hat.
Der Eintritt in das neue Museum in der Stadtmitte ist kostenpflichtig.